# Chinesische Staatseisenbahn Tientsin–Pukow

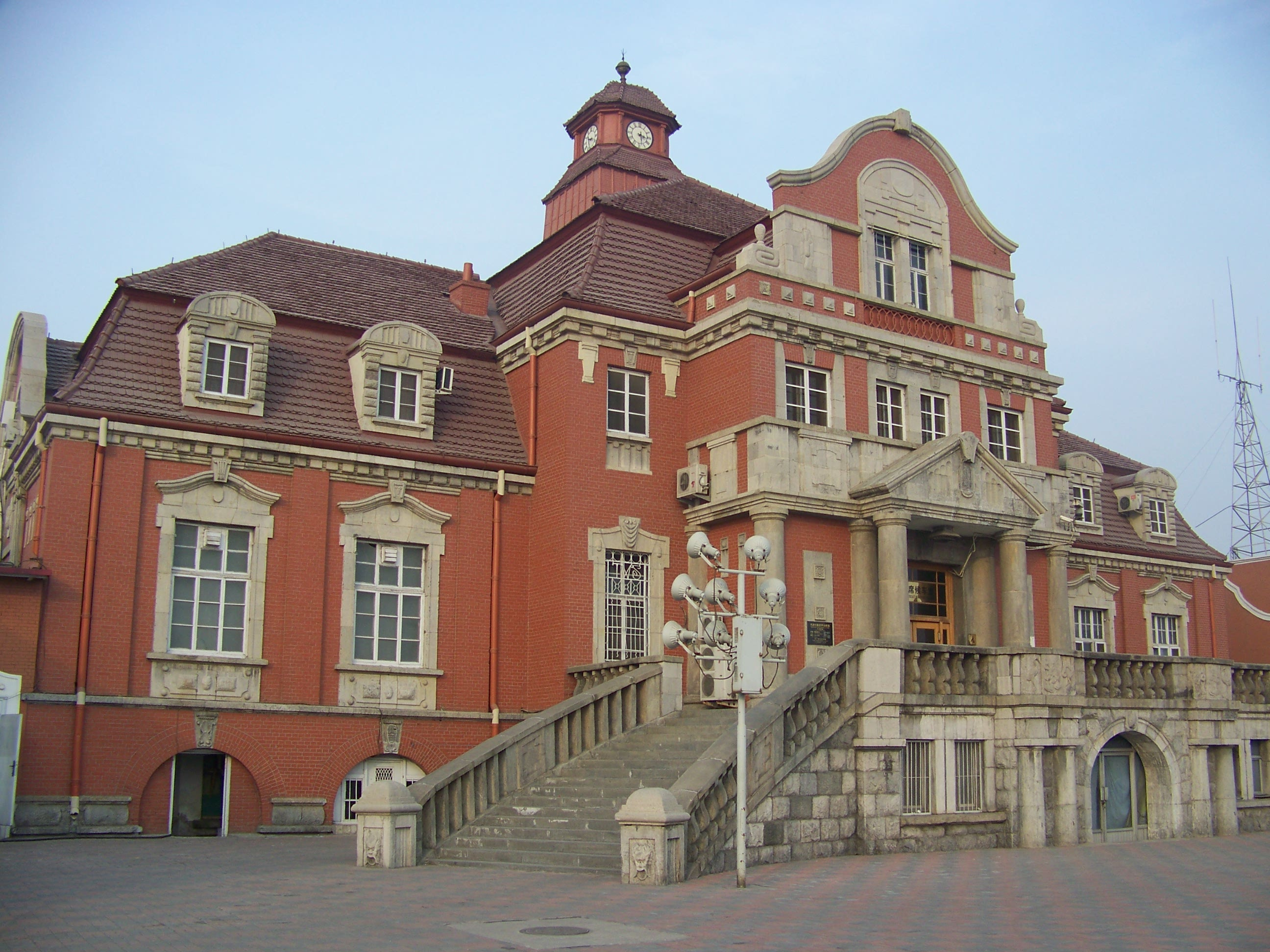
Tianjin Westbahnhof

Die Chinesische Staatseisenbahn Tientsin–Pukow oder Jin-Pu-Bahn (chinesisch 津浦鐵路, Pinyin Jīnpǔ Tiělù) ist eine Eisenbahnhauptstrecke im Osten der Volksrepublik China, die die Hafenstadt Tianjin mit Pukou nahe Nanjing in Jiangsu verbindet. Die Strecke war der mittlere Teil einer aus drei Sektionen bestehenden Verbindung Peking – Shanghai und eine der ersten Eisenbahnverbindungen in China.
Auf einer Konferenz in London im September 1898 entschied ein Konsortium aus britischen und deutschen Kapitalgebern, eine Eisenbahn von Tianjin nach Zhenjiang zu bauen. Im Mai 1899 entschloss sich die Qing-Verwaltung, für die Finanzierung des Eisenbahnbaus eine Reihe von Bankkrediten aufzunehmen. Im Jahr 1908 wurde eine neue Endstation der Eisenbahnlinie festgelegt: Pukou (Pukow, Pukau) in der Provinz Jiangsu, am Nordufer des Jangtsekiang. Den Vertrag hatte Heinrich Cordes ausgehandelt. Der Bau der Bahnstrecke begann im Jahr 1908 und wurde 1912 fertiggestellt. Die ursprüngliche Bahnlinie wurde mit 85 Bahnstationen projektiert. Hiervon wurden 31 Stationen in der Provinz Shandong errichtet.
Der Bahnverkehr über den Jangtsekiang musste bis zur Errichtung der Brücke in Nanjing im Jahr 1968 mittels Trajekt erfolgen.
Von 1907 bis 1909 war Lü Haihuan Direktor der Tientsin-Pukow-Bahn und überwachte deren Bau. Sein Stellvertreter, Li Deshun, gehörte zu den reichsten Bewohnern von Tsingtau, wurde jedoch Juni 1909 unter dem Vorwurf der Amtsanmaßung und Korruption von seinem Posten als Vizedirektor der nördlichen Strecke der Tianjin-Pukou-Bahn entlassen. 1908 wurde Julius Dorpmüller deutscher Chefingenieur des Projekts. Im November 1912 ging die Strecke mit der Fertigstellung der Luokou-Eisenbahnbrücke, der ersten Eisenbahnbrücke über den Gelben Fluss, die das MAN-Werk Gustavsburg gebaut hatte, vollständig in Betrieb. Dorpmüller leitete ab 1912 den Betrieb der Bahn.